# Cinema Museum

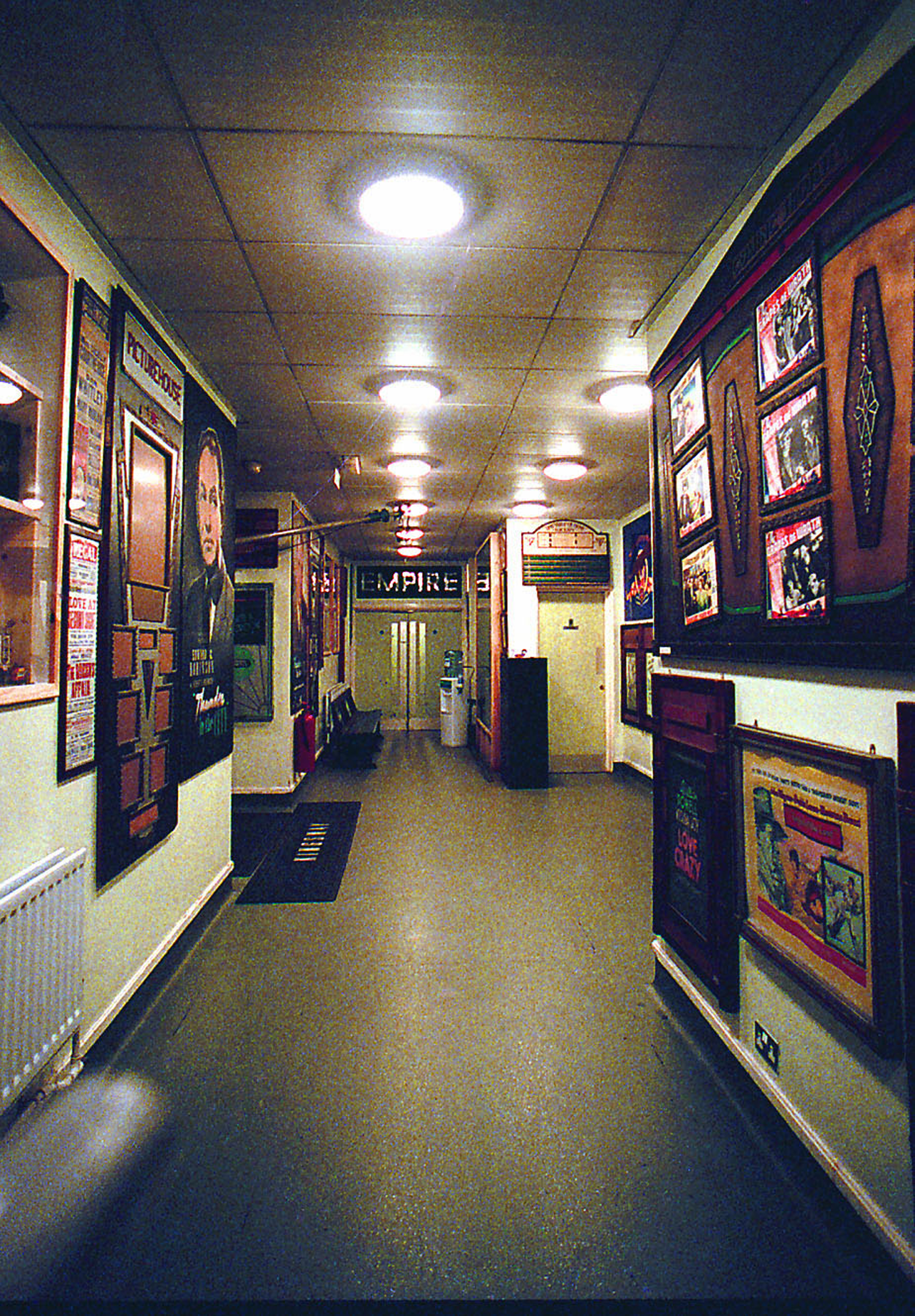
Esposizione sulle pareti del Cinema Museum

Il Cinema Museum (museo del cinema) è un'organizzazione no-profit inglese fondata nel 1986 da Ronald Grant e Martin Humphries, che le conferirono le loro collezioni private di storia del cinema e memorabilia.

## Storia
La prima sede, nel 1986, fu in Raleigh Hall, a Brixton; il museo fu poi spostato a Kennington. Dal 1998 si trova al numero 2 di Dugard Way, a Lambeth, dove c'erano gli uffici amministrativi della Lambeth Workhouse, in un palazzo di proprietà del South London and Maudsley NHS Foundation Trust.
In quella workhouse aveva vissuto Charlie Chaplin quando sua madre era stata chiusa in manicomio. Il museo ha un programma di conferenze ed eventi ed è aperto su appuntamento per le visite di gruppo.
Nel 2008 l'artista canadese Mark Lewis realizzò un documentario sul museo, seguito nel 2010 da un altro lavoro documentaristico del quotidiano The Guardian.
Nel 2011 l'ipotesi di vendita del fabbricato in cui è ospitato rappresentò una seria minaccia per la sopravvivenza del museo, che fu però sostenuto da sovvenzioni pubbliche per garantirne il mantenimento.

## Collezione
La collezione include elementi riguardanti la produzione e la proiezione di film, nonché l'esperienza dello spettatore in sala, dai primordi dell'arte sino all'attualità. Comprende campioni di ogni genere di proiettore, professionale e amatoriale, mai costruito.
Secondo Time Out, "Il Cinema Museum di Lambeth vanta una collezione unica di memorabilia, compresi i poster, sedili art déco, uniformi delle maschere degli anni '50 e '60, biglietti, posaceneri e cartocci da pop-corn, così come un archivio di centinaia di libri, più di un milione di foto e 17 milioni di piedi nudi di pellicola." Agli eventi, il personale volontario regolarmente indossa costumi raffiguranti l'abbigliamento originario degli inservienti cinematografici.
Il museo celebra tutti gli aspetti del cinema e dell'immagine in movimento, dai film muti proiettati esattamente alla velocità corretta (usando proiettori specificamente adattati), a schermate della moderna cultura televisiva. La gamma eclettica dei suoi eventi ha un suo seguito reputazionale e il suo bar interno è risultato ottavo in una classifica dei migliori locali di Kennington.

## Vendita del fabbricato
Nel 2017 il South London and Maudsley (SLaM) NHS Foundation Trust, proprietaria del fabbricato affittato al museo, lo ha offerto in vendita sul libero mercato. Una campagna è stata lanciata da attori e registi, fra i quali Ken Loach, e una petizione per preservare il museo nel sito attuale ha ricevuto circa 20.000 firme.

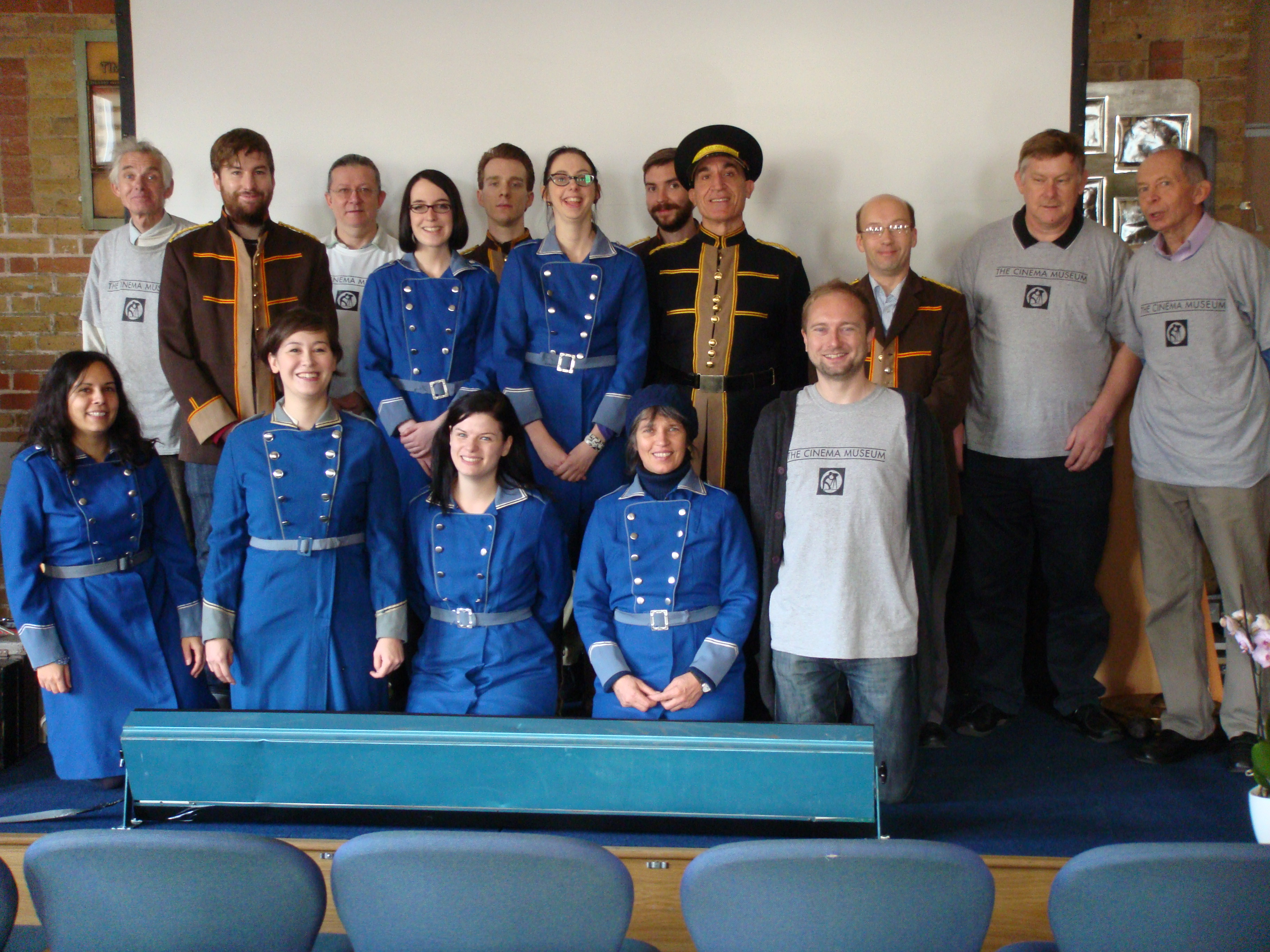
Volontari abbigliati con le uniformi del cinematografo

## Alcuni pezzi della collezione

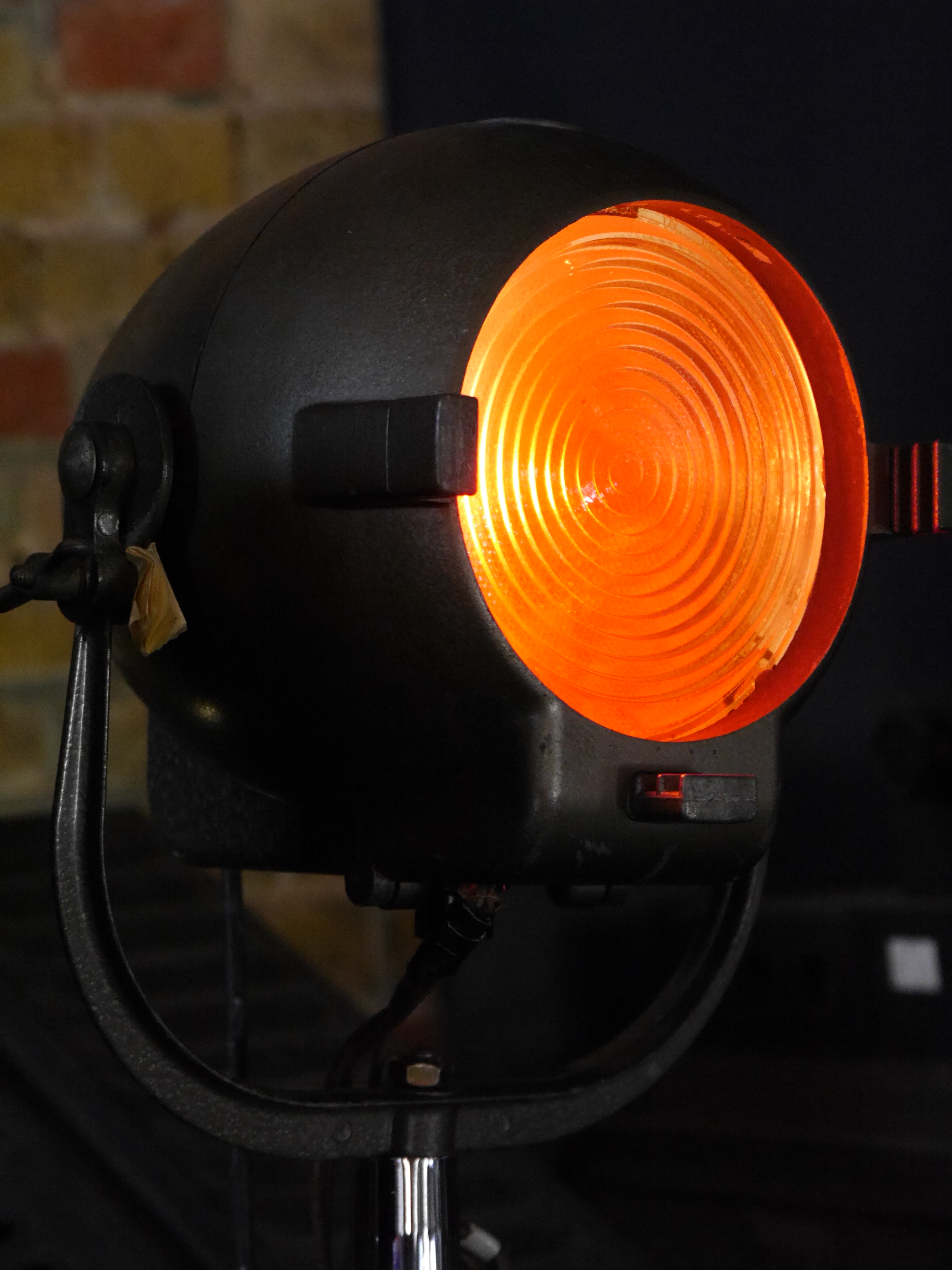
Spot
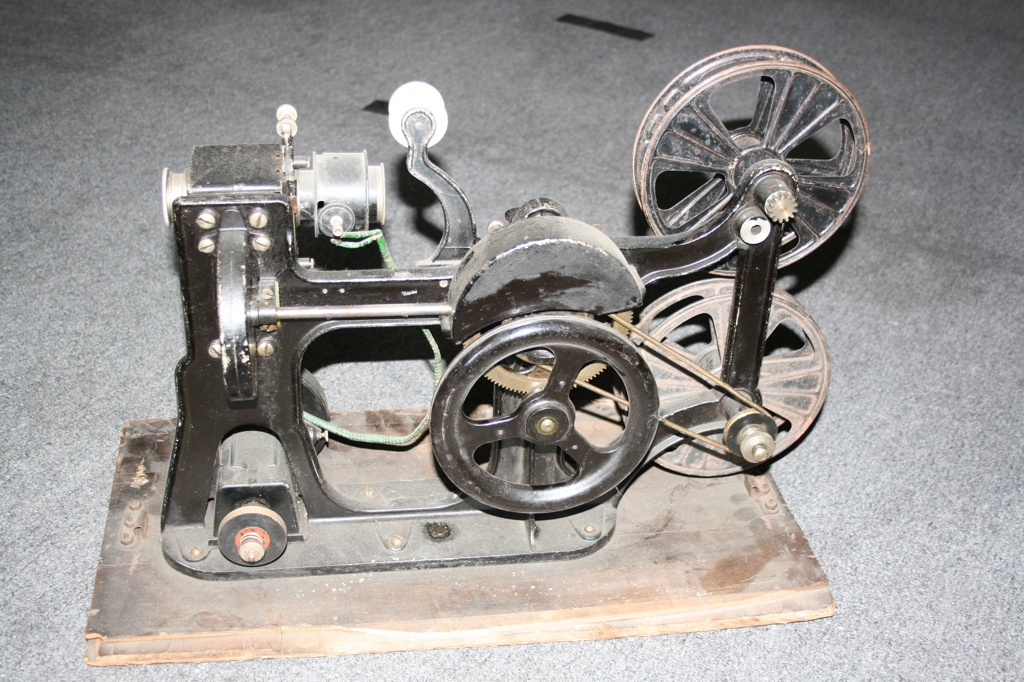
Proiettore Pathé KOK 28mm (1912).
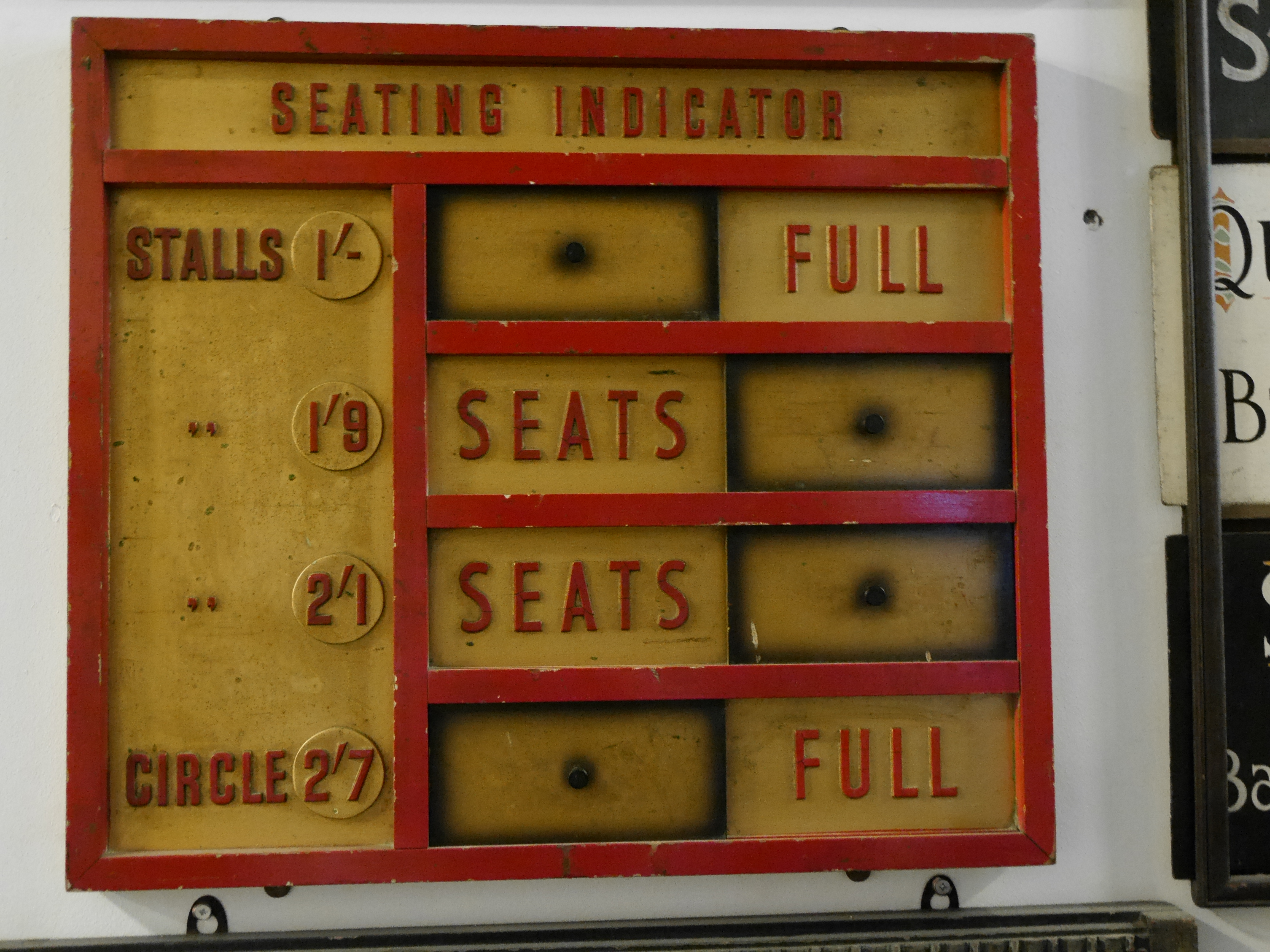
Indicatore in legno dei posti a sedere disponibili.
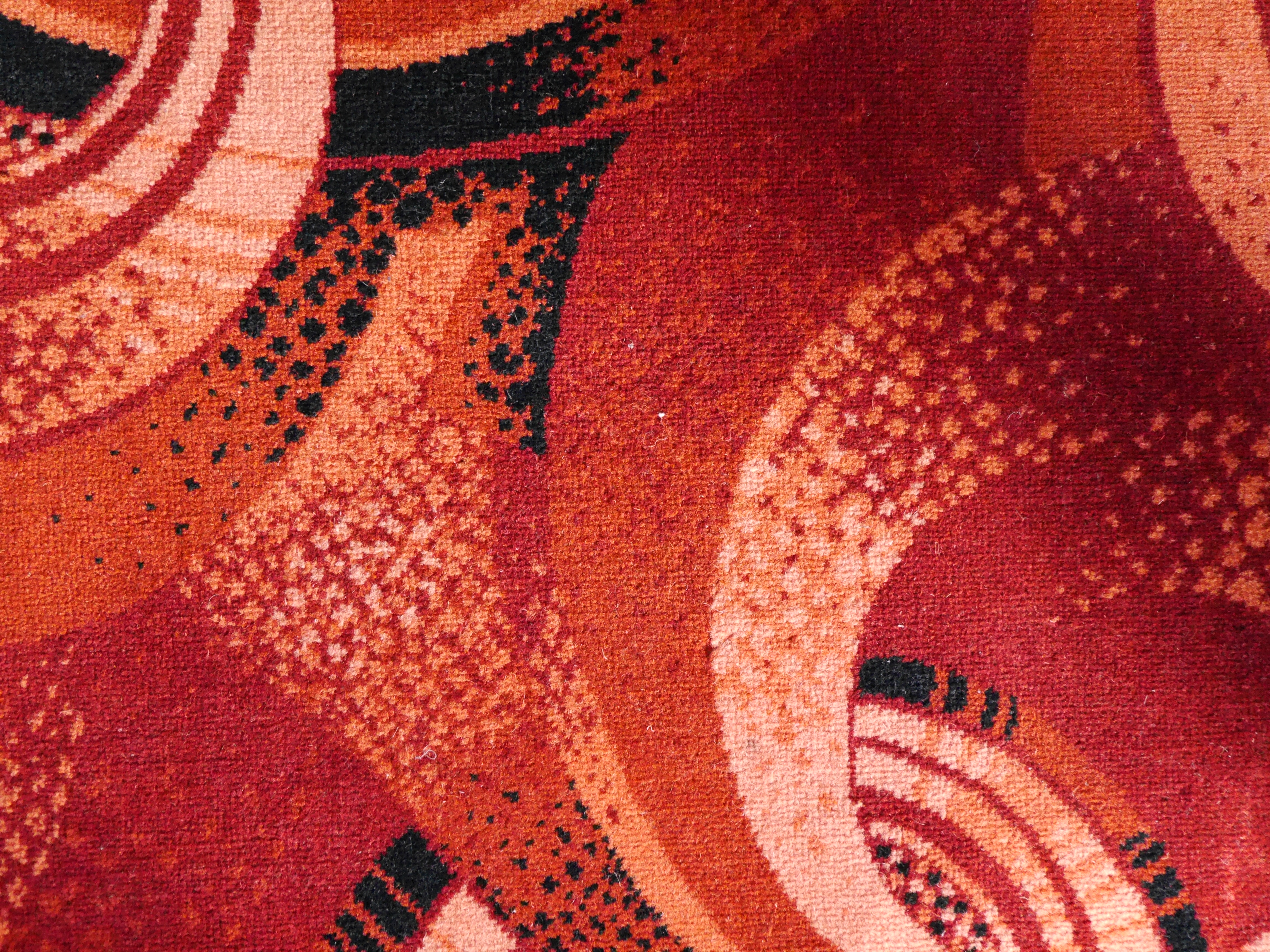
Moquette di un cinema.
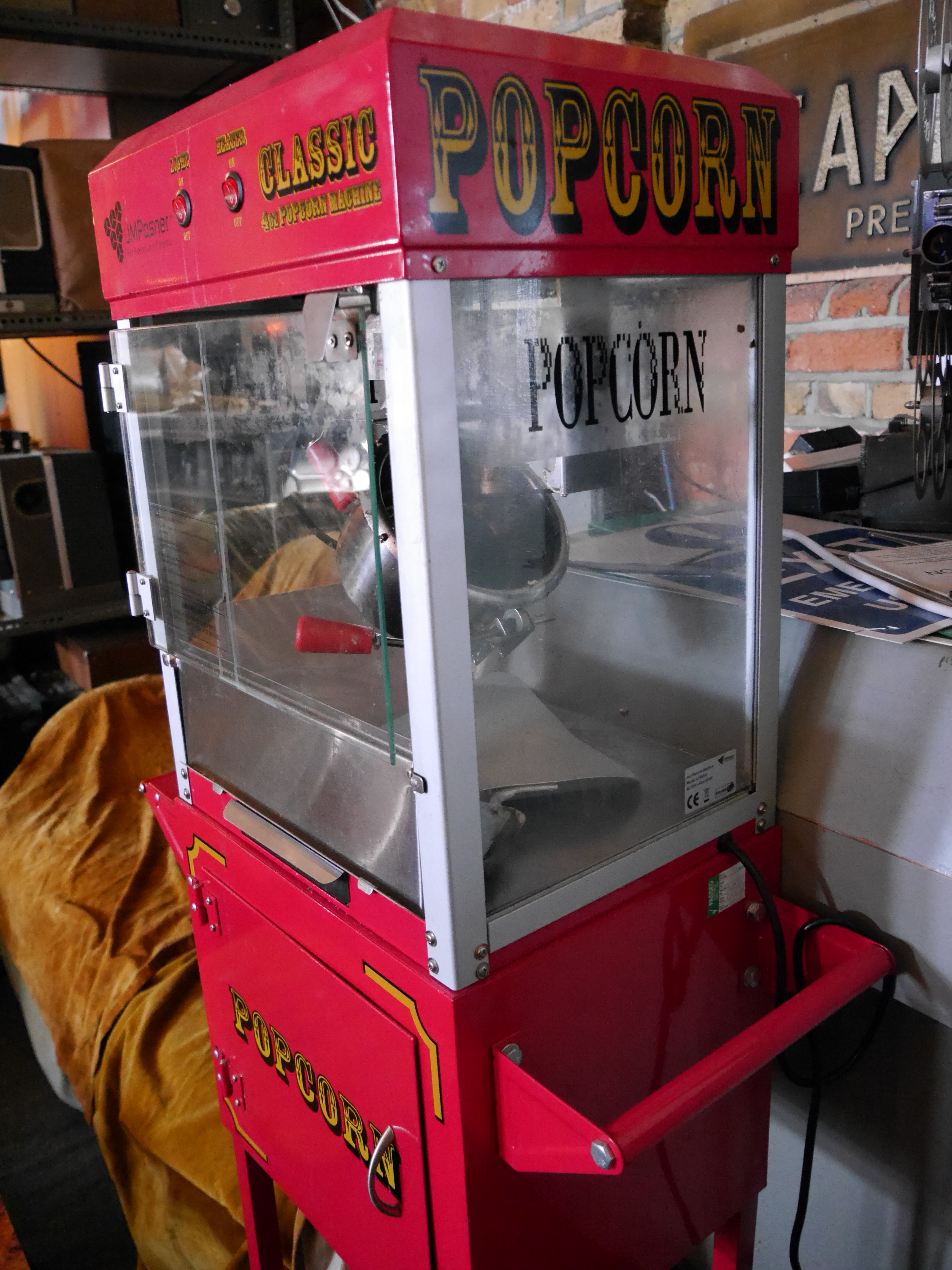
Macchina per la produzione di Pop-corn.
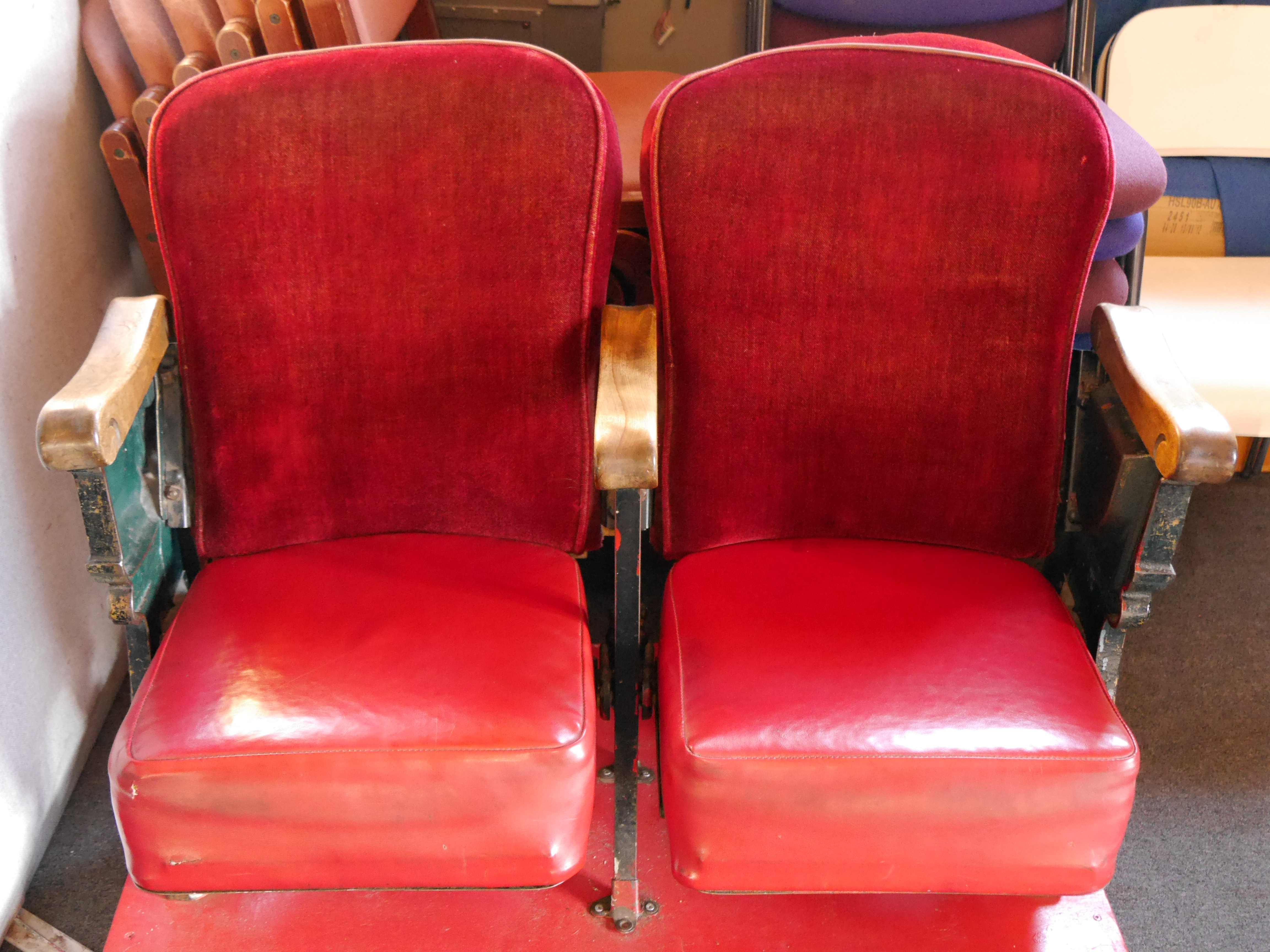
Sedili.
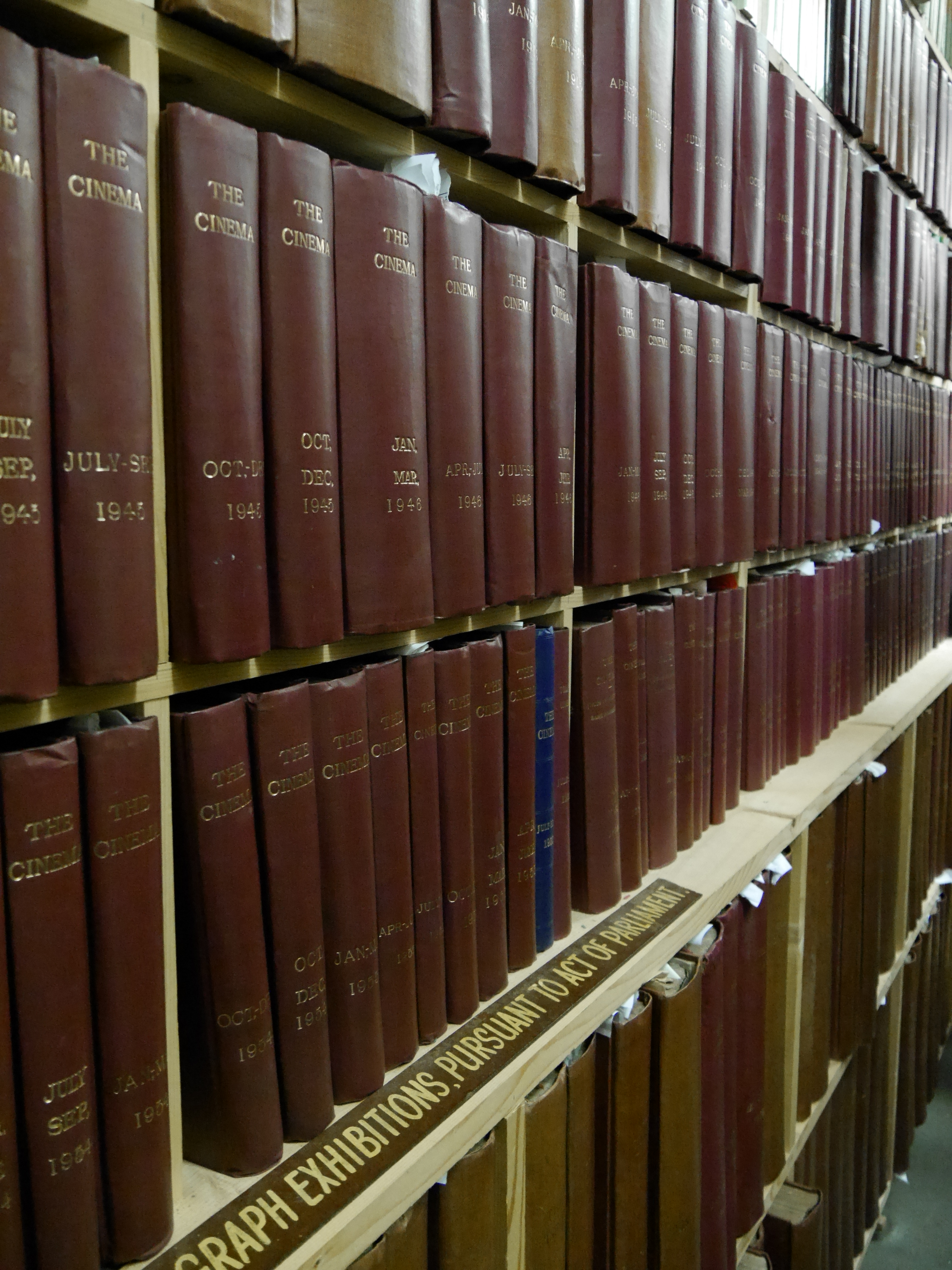
Volumi rilegati di The Cinema News and Property Gazette.
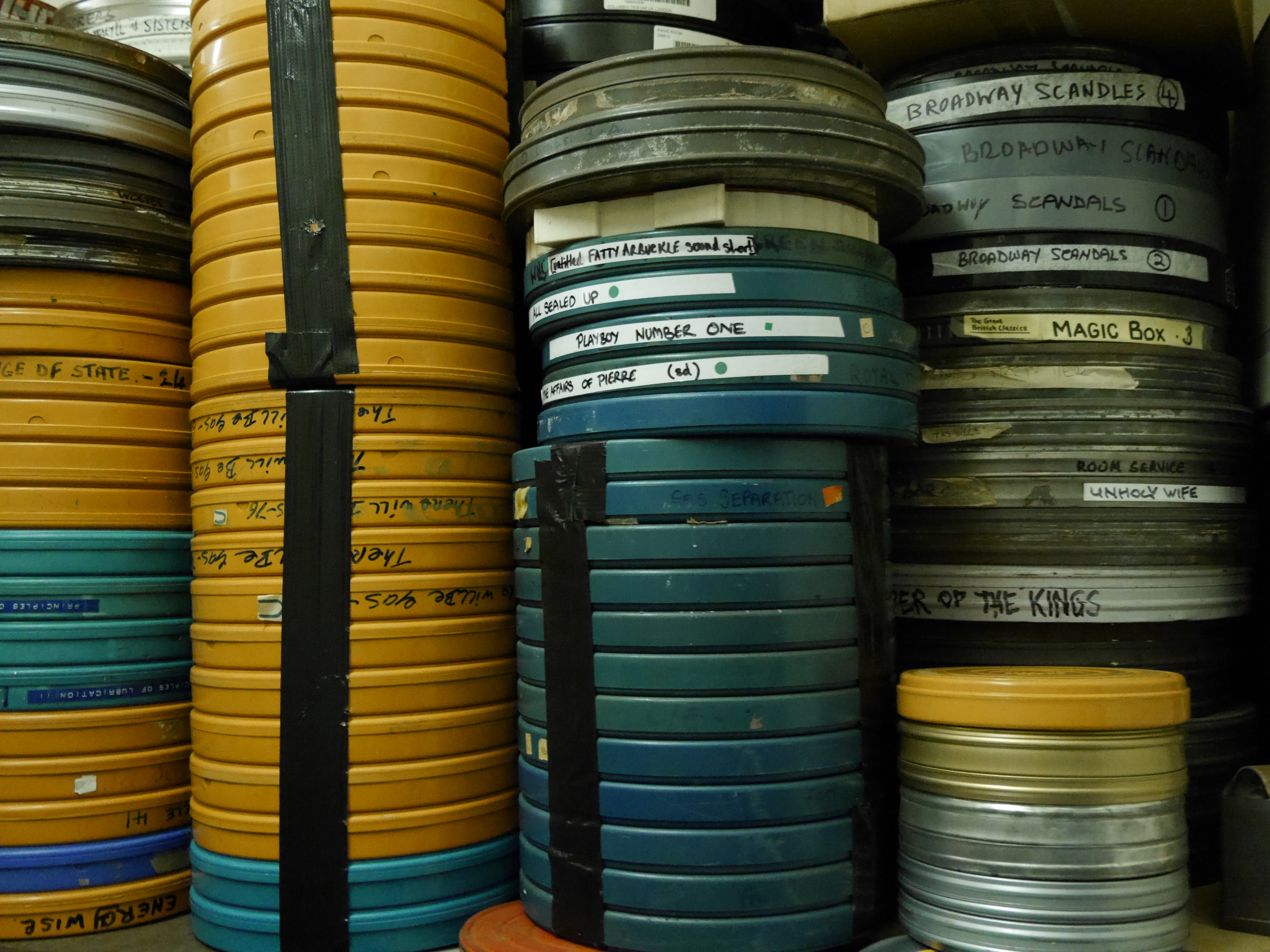
"Pizze" di film.
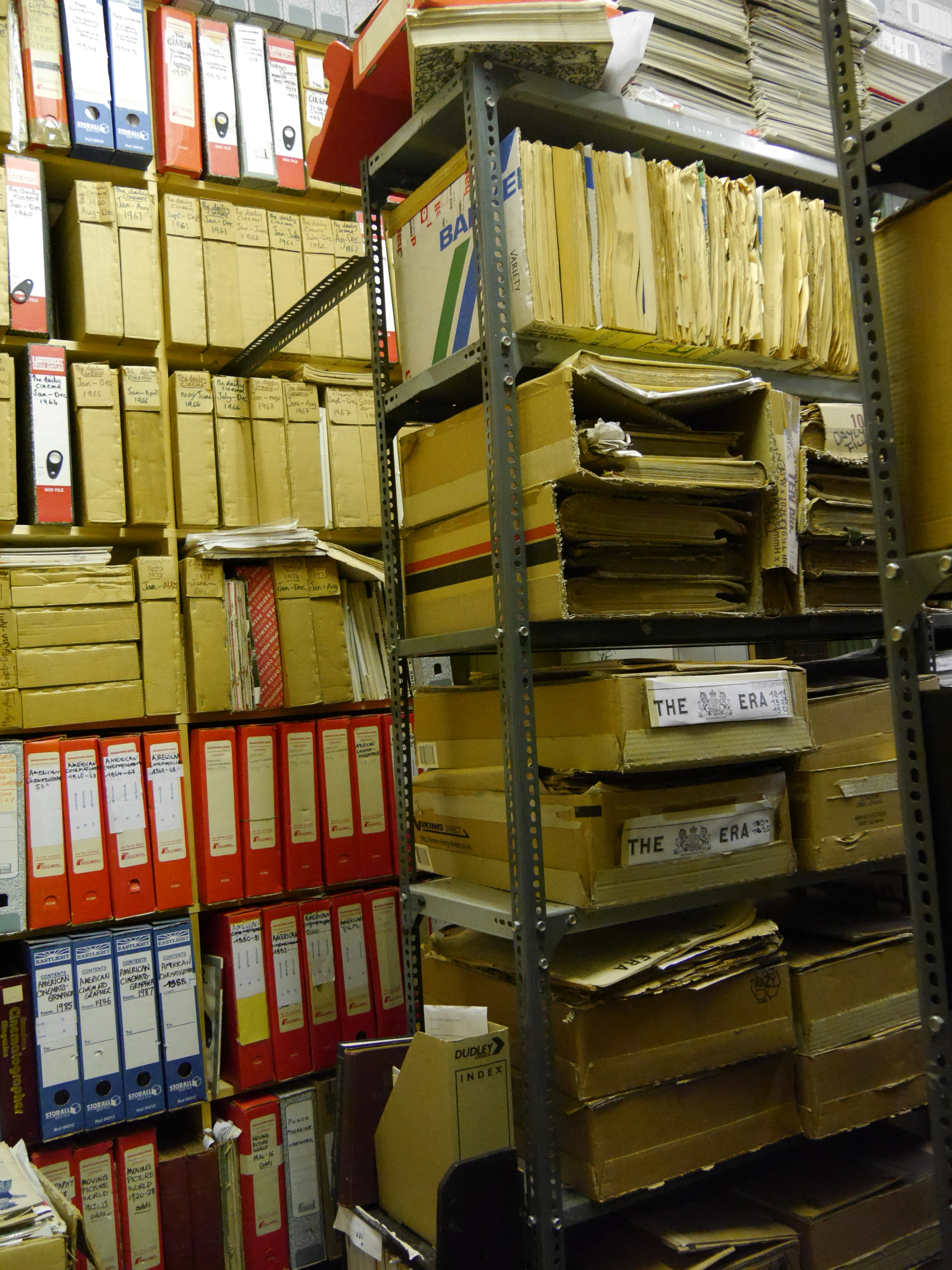
Registrazioni.
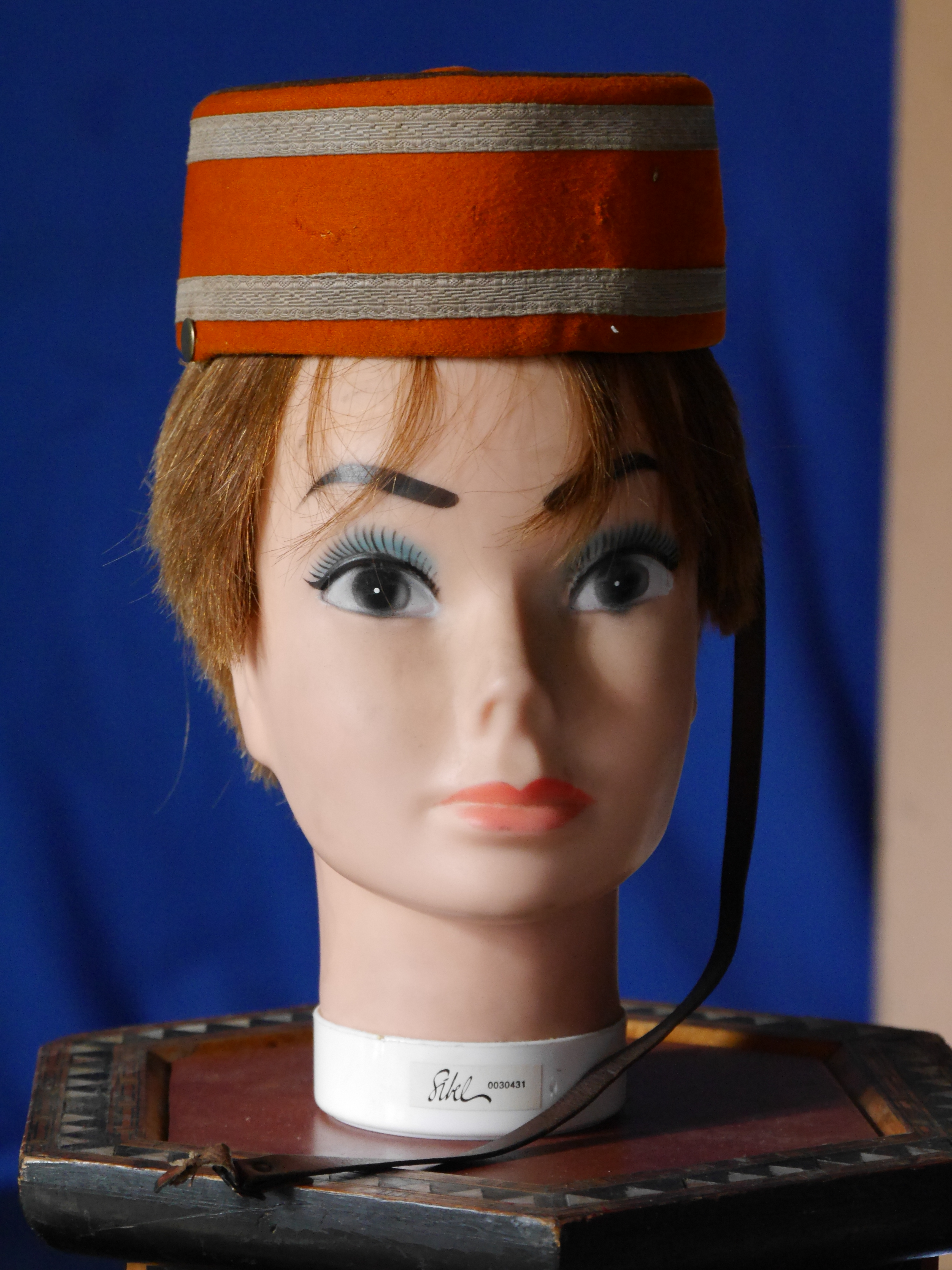
Berretto per maschera.
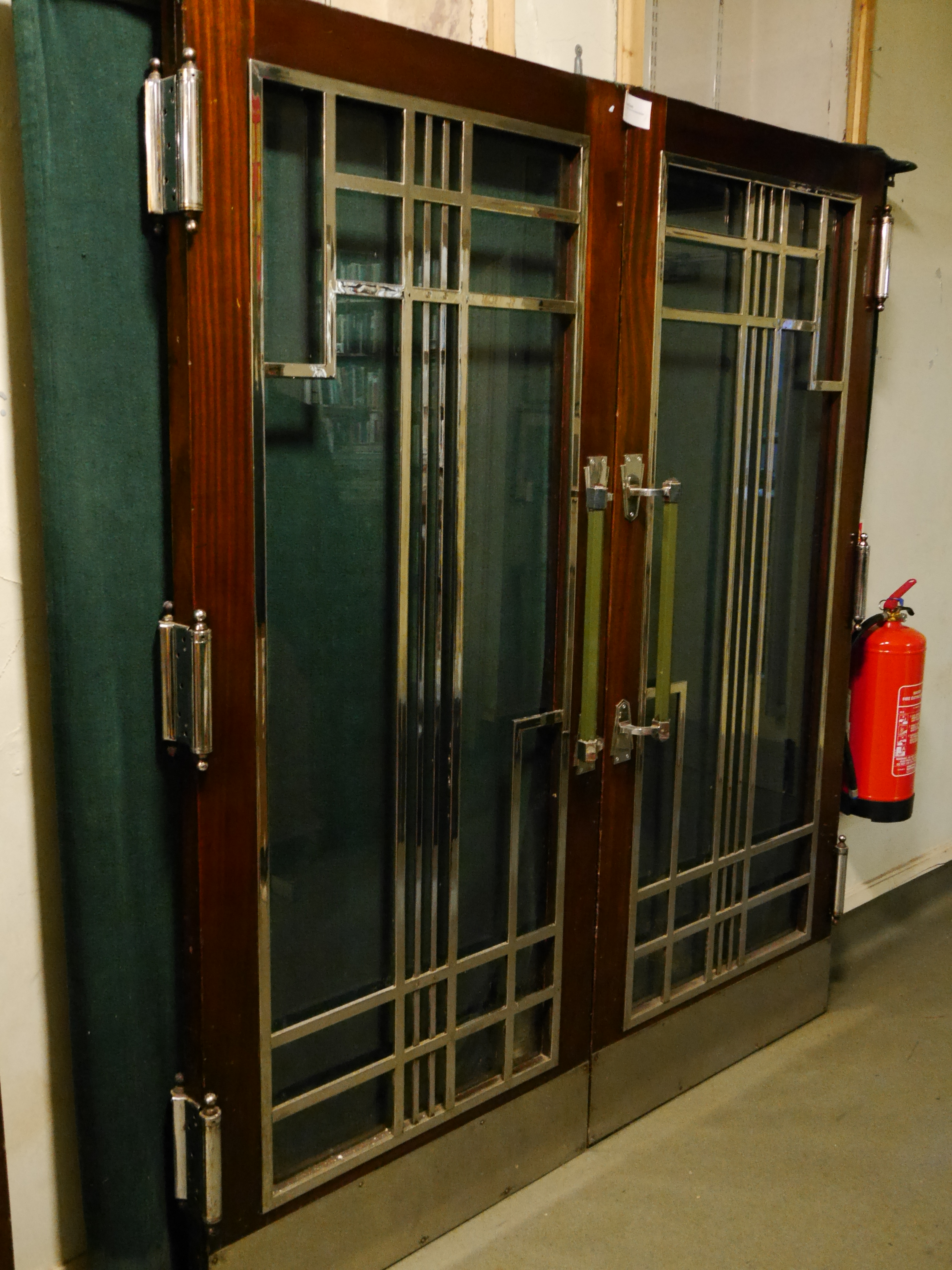
Porte di accesso alla sala di proiezione.